# Pont des Arts
Pont des Arts hay passerelle des Arts (Cầu Nghệ thuật hay Cầu đi bộ Nghệ thuật) là một cây cầu đi bộ bắc qua sông Seine tại Paris, Pháp. Pont des Arts nối liền Institut de France và sân vuông của Bảo tàng Louvre (vốn được gọi là "Palais des Arts" - "Cung Nghệ thuật" dưới thời Đệ nhất đế chế).
| Métro Paris | Bến tàu điện ngầm: Louvre - Rivoli |

## Lịch sử
Từ năm 1802 đến năm 1804, một cây cầu đi bộ bằng gang gồm 9 nhịp được xây dựng tại vị trí của pont des Arts ngày nay. Đây là cây cầu bằng kim loại đầu tiên được xây dựng tại Paris, nó là một trong những công trình được xây dựng tại thủ đô trong thời gian Napoléon Bonaparte làm Tổng tài. Các kỹ sư Louis-Alexandre de Cessart và Jacques Dillon được giao thiết kế và phụ trách thi công cây cầu mới này, họ dự kiến xây dựng một cây cầu có dạng một khu vườn treo, với các cây nhỏ, các bồn hoa và ghế dài. Vào năm 1852, sau khi kè Conti mở rộng, hai nhịp ở bờ trái được thu lại còn một nhịp.
Năm 1976, tổng thanh tra của Sở Cầu đường Pháp (Ponts et Chaussées) đã ghi nhận tình trạng yếu ớt của cây cầu, phần lớn là do hậu quả của những cuộc ném bom năm 1918 và 1944 cũng như những lần va chạm của tàu thuyền vào cầu năm 1961 và 1970. Năm 1977 việc lưu thông qua cầu được chấm dứt, 2 năm sau đó 1 đoạn cầu dài 60 mét đã đổ sập sau khi va chạm với một chiếc sà lan.
Từ năm 1981 đến năm 1984, pont des Arts mới được xây dựng theo bản thiết kế của Louis Arretche, theo đó hình dáng của cây cầu mới gần như giống hệt cây cầu cũ, chỉ có số nhịp được giảm từ 9 xuống 7 để tạo sự thẳng hàng với 7 nhịp của pont Neuf. Cây cầu mới được thị trưởng Paris Jacques Chirac cắt băng khánh thành ngày 27 tháng 6 năm 1984.
Cây cầu đi bộ mới này đôi khi được sử dụng để triển lãm, nó cũng là nơi thường xuyên thu hút các họa sĩ, nhà nhiếp ảnh và những người dân Paris tổ chức píc-níc.

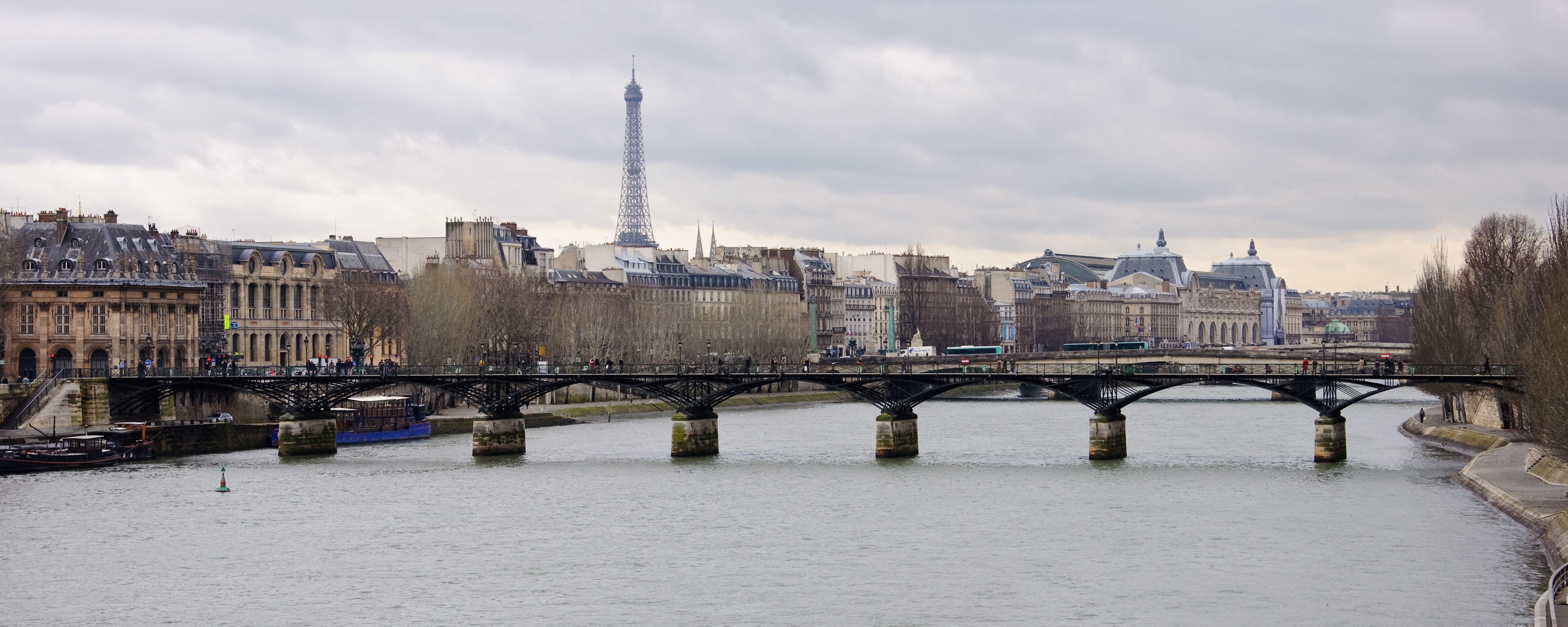
Pont des Arts

## Cây cầu trong nghệ thuật
Tên của cây cầu đã được dùng làm tên của bộ phim Le Pont des Arts, một tác phẩm của đạo diễn Eugène Green với các diễn viên chính Natacha Régnier và Denis Podalydès. Đó là câu chuyện tình không thành giữa hai người trẻ tuổi không bao giờ gặp được nhau. Truyện phim xảy ra từ năm 1979 đến năm 1980, tức là giai đoạn cây cầu cũ bắt đầu hư hỏng. Bộ phim này được hoàn thành vào năm 2004.